# IPhone 11
iPhone 11 je smartphone navržený a vyvinutý americkou společností Apple. Je součástí třinácté generace mobilních telefonů iPhone, společně s iPhonem 11 Pro a 11 Pro Max a iPhonem SE druhé generace, přičemž nahrazuje iPhone XR. Významnými změnami ve srovnání s iPhonem XR je systém na čipu Apple A13 Bionic a duální kamerový systém.
Byl představen 10. září 2019 v prezentační místnosti Steve Jobs Theater v Apple Parku v kalifornském Cupertinu Timem Cookem. Předobjednávky začaly 13. září 2019, přičemž oficiální prodej začal 20. září 2019 a trval do 7. září 2022, kdy jej spolu s iPhonem 12 Mini a iPhonem 13 Pro nahradil iPhone 14 a 14 Plus.

## Specifikace

### Hardware
iPhone 11 používá šestijádrový procesor Apple A13 Bionic s Neural Enginem třetí generace. Má tři možnosti vnitřního úložiště, a to 64 GB, 128 GB a 256 GB, přičemž pokaždé obsahuje 4 GB LPDDR4X operační paměti. iPhone 11 má stupeň odolnosti proti vodě a prachu IP68 – je odolný do 2 m hloubky po dobu 30 minut. Stejně jako předchozí iPhony nemá ani 11 konektor pro sluchátka, ale je dodáván se sluchátky EarPods s konektorem Lightning. iPhone 11 je také prvním smartphonem s vestavěným ultra-širokopásmovým hardwarem prostřednictvím čipu Apple U1.

#### Displej
iPhone 11 má 6,1palcový, 15cm, IPS LCD displej s rozlišením 1792 × 828 pixelů při hustotě pixelů 326 PPI s maximálním jasem 625 nitů. Podporuje Dolby Vision, HDR10 a True-Tone. Displej má oleofobní povlak, díky kterému je odolný proti otiskům prstů.

#### Baterie
iPhone 11 je dodáván s 3 110mAh baterií, což je mírný nárůst oproti 2 942mAh baterii u iPhonu XR.

#### Fotoaparát
iPhone 11 má jeden 12Mpix ultraširoký objektiv s clonou ƒ/2,4, zorným polem 120 ° a dvojnásobným optickým zoomem a jeden širokoúhlý, taktéž 12megapixelový, objektiv s clonou ƒ/1,8.
iPhone 11 podporuje 4K video s až 60 snímky za sekundu a zpomalené video v kvalitě 1080p s až 240 fps. Telefon má také funkci audio zoom, díky které se soustředí zvuk na oblast, za kterou se přibližuje, podobně jako u modelu Pro. Oba fotoaparáty podporují video, i když pouze primární objektiv má optickou stabilizaci. Telefon má také automatický noční režim, který umožňuje fotoaparátu pořizovat jasnější snímky se sníženým šumem v prostředí se slabým osvětlením.

### Software

#### iOS
iPhone 11 byl dodáván s operačním systémem iOS 13.

#### Fotoaparát
Aplikace fotoaparát byla přepracovaná, přičemž aktualizace přidala nové funkce – rolovací kolečko pro výběr mezi různými objektivy iPhonu a dlouhé stisknutí spouště pro pořízení videa. Apple také oznámil novou funkci Deep Fusion, která bude využívat výhod UI a strojového učení pro zpracování obrazu.

## Design
Horní část obrazovky si zachovává výřez, „notch“, kde se nachází kamerový systém TrueDepth a reproduktor telefonu, podobně jako u jeho předchůdce, iPhonu XR. Vyvýšený čtverec v horním rohu na zadní straně iPhonu obsahuje mikrofon, svítilnu a oba zadní digitální fotoaparáty. Logo Apple na zadní straně telefonu je vycentrováno a je vyrobeno z reflexního materiálu.
iPhone 11 je k dispozici v šesti barevných variantách – fialové, žluté, zelené, černé, bílé a červené, pod označením Product Red, barvě.
| Barva | Název                 |
| ----- | --------------------- |
|       | Bílá                  |
|       | Černá                 |
|       | Fialová               |
|       | Žlutá                 |
|       | Zelená                |
|       | Červená (Product Red) |